# Antarchaea hypopsamma
Antarchaea hypopsamma là một loài bướm đêm trong họ Noctuidae.